# Résultats électoraux de Montréal—Notre-Dame-de-Grâce
Les résultats électoraux de Montréal—Notre-Dame-de-Grâce, depuis la création de la circonscription  en 1939 jusqu'à la création de l'actuelle circonscription de Notre-Dame-de-Grâce en 1965, sont inscrits dans les tableaux ci-dessous.
| Aller aux résultats d'une élection                      |
| ------------------------------------------------------- |
| 1939 • 1944 • 1948 • 1952 • 1956 • 1960 • 1962 • 1963 • |

## Résultats
|                                                                                              | Nom                            | Parti           | Nombre de voix | %      | Maj.  |
| -------------------------------------------------------------------------------------------- | ------------------------------ | --------------- | -------------- | ------ | ----- |
|                                                                                              | James Arthur Mathewson         | Libéral         | 6 827          | 74,9 % | 5 529 |
|                                                                                              | William Ross Bullock (sortant) | Conservateur    | 1 298          | 14,2 % | -     |
|                                                                                              | Gerald MacPherson Almond       | Union nationale | 694            | 7,6 %  | -     |
|                                                                                              | Henry Michael Clark            | Conservateur    | 179            | 2 %    | -     |
|                                                                                              | Gaétan Labrosse                | ALN             | 111            | 1,2 %  | -     |
| Total                                                                                        | Total                          | Total           | 9 109          | 100 %  |       |
| Le taux de participation lors de l'élection était de 62,2 % et 47 bulletins ont été rejetés. |                                |                 |                |        |       |

|                                                                                               | Nom                              | Parti                   | Nombre de voix | %      | Maj. |
| --------------------------------------------------------------------------------------------- | -------------------------------- | ----------------------- | -------------- | ------ | ---- |
|                                                                                               | James Arthur Mathewson (sortant) | Libéral                 | 2 431          | 30,1 % | 0    |
|                                                                                               | James Wilson Thompson            | Commonwealth coopératif | 2 431          | 30,1 % | 0    |
|                                                                                               | Ernest Carl Werry                | Indépendant             | 1 437          | 17,8 % | -    |
|                                                                                               | Joseph Lamoureux                 | Bloc populaire          | 1 070          | 13,3 % | -    |
|                                                                                               | Arthur Reginald Whitney Plimsoll | Union nationale         | 699            | 8,7 %  | -    |
| Total                                                                                         | Total                            | Total                   | 8 068          | 100 %  |      |
| Le taux de participation lors de l'élection était de 18,1 % et 260 bulletins ont été rejetés. |                                  |                         |                |        |      |

|                                                                                             | Nom              | Parti               | Nombre de voix | %      | Maj.   |
| ------------------------------------------------------------------------------------------- | ---------------- | ------------------- | -------------- | ------ | ------ |
|                                                                                             | Paul Earl        | Libéral             | 18 834         | 76,1 % | 13 237 |
|                                                                                             | John Pozer Rowat | Union nationale     | 5 597          | 22,6 % | -      |
|                                                                                             | Roland Morin     | Union des électeurs | 309            | 1,2 %  | -      |
| Total                                                                                       | Total            | Total               | 24 740         | 100 %  |        |
| Le taux de participation lors de l'élection était de 53 % et 257 bulletins ont été rejetés. |                  |                     |                |        |        |

|                                                                                               | Nom                 | Parti                   | Nombre de voix | %      | Maj.   |
| --------------------------------------------------------------------------------------------- | ------------------- | ----------------------- | -------------- | ------ | ------ |
|                                                                                               | Paul Earl (sortant) | Libéral                 | 18 489         | 64,9 % | 11 516 |
|                                                                                               | Alfred M. West      | Union nationale         | 6 973          | 24,5 % | -      |
|                                                                                               | John Edward Lyall   | Indépendant             | 2 066          | 7,3 %  | -      |
|                                                                                               | Ross Edward Worrall | Commonwealth coopératif | 634            | 2,2 %  | -      |
|                                                                                               | Moses Miller        | Libéral indépendant     | 309            | 1,1 %  | -      |
| Total                                                                                         | Total               | Total                   | 28 471         | 100 %  |        |
| Le taux de participation lors de l'élection était de 47,7 % et 344 bulletins ont été rejetés. |                     |                         |                |        |        |

|                                                                                               | Nom                 | Parti                | Nombre de voix | %      | Maj.   |
| --------------------------------------------------------------------------------------------- | ------------------- | -------------------- | -------------- | ------ | ------ |
|                                                                                               | Paul Earl (sortant) | Libéral              | 28 175         | 77,4 % | 21 106 |
|                                                                                               | Charles C. Brown    | Union nationale      | 7 069          | 19,4 % | -      |
|                                                                                               | Michael H. Willie   | Social démocratique  | 629            | 1,7 %  | -      |
|                                                                                               | Helen Hall          | Ouvrier progressiste | 510            | 1,4 %  | -      |
| Total                                                                                         | Total               | Total                | 36 383         | 100 %  |        |
| Le taux de participation lors de l'élection était de 55,3 % et 124 bulletins ont été rejetés. |                     |                      |                |        |        |

|                                                                                               | Nom                 | Parti           | Nombre de voix | %      | Maj.   |
| --------------------------------------------------------------------------------------------- | ------------------- | --------------- | -------------- | ------ | ------ |
|                                                                                               | Paul Earl (sortant) | Libéral         | 29 857         | 66,2 % | 14 602 |
|                                                                                               | George Brown        | Union nationale | 15 255         | 33,8 % | -      |
| Total                                                                                         | Total               | Total           | 45 112         | 100 %  |        |
| Le taux de participation lors de l'élection était de 60,9 % et 867 bulletins ont été rejetés. |                     |                 |                |        |        |

|       | Nom                   | Parti               | Nombre de voix | %      | Maj.   |
| ----- | --------------------- | ------------------- | -------------- | ------ | ------ |
|       | Paul Earl (sortant)   | Libéral             | 37 100         | 78,5 % | 29 357 |
|       | Jeanne L. Warren      | Union nationale     | 7 743          | 16,4 % | -      |
|       | Luke Gerald Dougherty | Libéral indépendant | 2 389          | 5,1 %  | -      |
| Total | Total                 | Total               | 47 232         | 100 %  |        |

|                                                                                               | Nom                   | Parti               | Nombre de voix | %      | Maj.   |
| --------------------------------------------------------------------------------------------- | --------------------- | ------------------- | -------------- | ------ | ------ |
|                                                                                               | Eric William Kierans  | Libéral             | 21 878         | 85,6 % | 19 536 |
|                                                                                               | John Patrick Boyle    | Indépendant         | 2 342          | 9,2 %  | -      |
|                                                                                               | Luke Gerald Dougherty | Libéral indépendant | 1 108          | 4,3 %  | -      |
| Total                                                                                         | Total                 | Total               | 25 553         | 100 %  |        |
| Le taux de participation lors de l'élection était de 32,7 % et 214 bulletins ont été rejetés. |                       |                     |                |        |        |